# Lauri Markkanen
Lauri Elias Markkanen, né le 22 mai 1997 à Vantaa en Finlande, est un joueur finlandais de basket-ball évoluant au poste d'ailier fort pour le Jazz de l'Utah.
Après une saison universitaire avec les Wildcats de l'Arizona, le joueur de 2,13 m se présente à la draft 2017 de la NBA lors de laquelle il est sélectionné en 7e position par les Timberwolves du Minnesota qui l'envoient immédiatement dans un échange aux Bulls de Chicago. Cadre de l'équipe pendant les quatre années de son contrat de débutant, Markkanen est envoyé aux Cavaliers de Cleveland à l'issue de celui-ci. Après une année prometteuse, l’ailier fort est de nouveau inclus dans un transfert majeur, celui de Donovan Mitchell et quitte l’Ohio pour le Jazz de l'Utah à l’été 2022.
Révélation de l'EuroBasket 2017, Lauri Markkanen est depuis le joueur majeur de l'équipe nationale de Finlande.

## Biographie

### Jeunesse
Lauri Markkanen naît le 22 mai 1997 à Vantaa en Finlande. Il grandit dans une famille et dans une ville, Jyväskylä, sportives. Ses parents ont joué au basket-ball au niveau professionnel, sa mère Riikka avec l’équipe nationale et son père Pekka une saison pour les Jayhawks du Kansas puis pour l'équipe nationale finlandaise lui aussi. Son frère aîné Eero est un joueur professionnel de football qui a joué pour AIK Fotboll et pour la Finlande. Son autre frère Miikka est également sportif et a joué dans des clubs locaux.
Dès son plus jeune âge, Lauri Markkanen joue au basket-ball dans le jardin de la maison familiale. Motivé d'être le meilleur de sa famille, il s'entraîne des deux mains et par tous les temps, même à des températures très froides. Il évolue dans les équipes de jeunes du club local, le BC Jyväskylä. Après une année au lycée, il participe à un programme pour jeunes talents organisé par Hanno Möttölä sous le nom de Helsinki Basketball Academy et commence à recevoir des offres d'universités américaines après leur avoir envoyé des vidéos,.

### Carrière universitaire
En 2016, il rejoint les Wildcats de l'Arizona, un club universitaire américain. L'ailier se montre très bon technicien et excellent tireur à longue distance. Au milieu de la saison, le Finlandais connait une période difficile alors que ses entraîneurs concentrent son entraînement sur le poste bas pour renforcer sa polyvalence. Il termine sa saison de débutant avec 15,6 points marqués en moyenne en 36 matchs. Après une seule saison au niveau universitaire, le jeune européen choisit de devenir professionnel et se présente à la draft 2017 de la NBA.

### Carrière professionnelle

#### Bulls de Chicago (2017-2021)
Markkanen est drafté par les Timberwolves du Minnesota avec le 7e choix de la draft 2017 de la NBA. Le soir de la draft, il est envoyé aux Bulls de Chicago avec Zach LaVine et Kris Dunn en échange de Jimmy Butler,,. Il signe le 5 juillet 2017 avec les Bulls de Chicago. En ligue d'été, la recrue joue son premier match avec un maillot mal épelé, inversant un « e » avec un « a », en inscrivant 14 points et en attrapant 8 rebonds.
Il fait ses débuts le 19 octobre 2017 et marque 17 points face aux Raptors de Toronto. Markkanen bat un record en devenant, le 24 octobre, le joueur avec le plus de paniers à 3 points réussis lors de ses 3 premiers matchs, avec dix paniers. Le 30 décembre, Markkanen établit son record en carrière avec 32 points et 7 rebonds lors d'une victoire face aux Pacers de l'Indiana, record qu'il bat le 10 janvier avec les 33 points dont 8 paniers à 3 points lors de la victoire face aux Knicks de New York. Il devient le recordman finlandais de points inscrits en NBA après ses 17 points face aux Bucks de Milwaukee le 28 janvier 2018, battant ainsi Hanno Möttölä. Il est nommé, le 22 mai 2018, au sein de la première NBA All-Rookie Team. Dès ses débuts dans la ligue, il est le meilleur joueur de son équipe et marque en moyenne 15 points par match, empêchant les Bulls de terminer dans les dernières places de la ligue qui leur permettraient d'obtenir des choix de recrutement plus favorables.
Lauri Markkanen se blesse au coude lors du camp d'entraînement de sa deuxième saison dans la ligue et manque le début de la saison. Les Bulls décident de lever l’option pour la troisième année du contrat débutant de leur jeune joueur. Fin mars 2019, Markkanen fait un malaise lors d'une rencontre contre les Raptors de Toronto et après des examens médicaux, une arythmie cardiaque et une fatigue extrême sont diagnostiquées. Sa saison est alors interrompue.

#### Cavaliers de Cleveland (2021-2022)

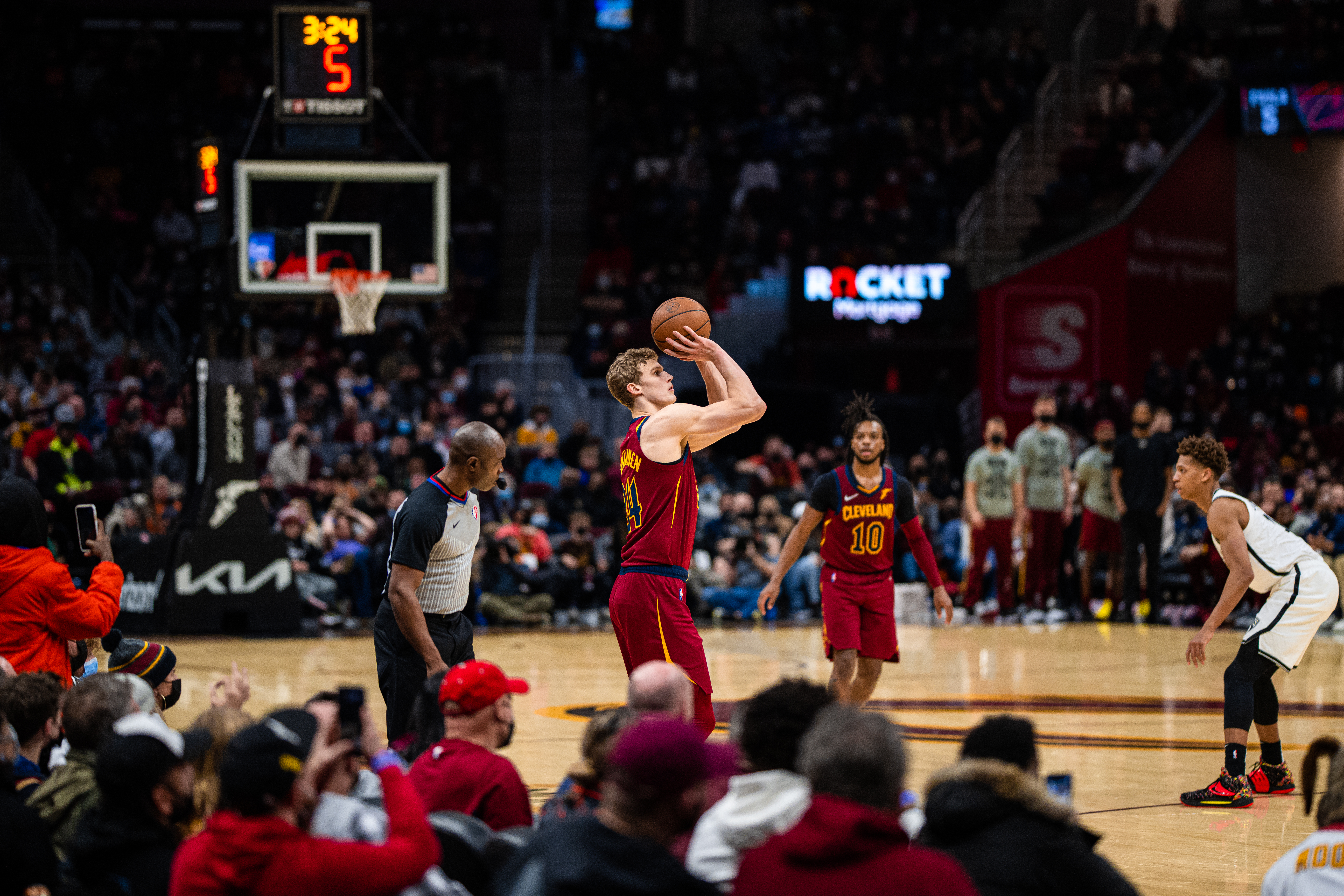
Lauri Markkanen (balle en main) sous le maillot des Cavaliers de Cleveland en janvier 2022.

Fin août 2021, Markkanen signe un contrat de quatre ans d'une valeur de 67,4 millions de dollars avec les Cavaliers de Cleveland via un sign-and-trade,. Bien que sa destination préférée soit les Mavericks de Dallas, ces derniers n'arrivent pas à trouver un accord avec les Bulls de Chicago sur un échange et Markkanen part finalement dans l'Ohio.

#### Jazz de l'Utah (depuis 2022)
Début septembre 2022, il est transféré vers le Jazz de l'Utah avec Collin Sexton, Ochai Agbaji et trois premiers tours de draft contre Donovan Mitchell.
Le 7 août 2024, Markkanen signe une extension de contrat avec le Jazz pour cinq ans et 238 millions de dollars.

### Carrière internationale

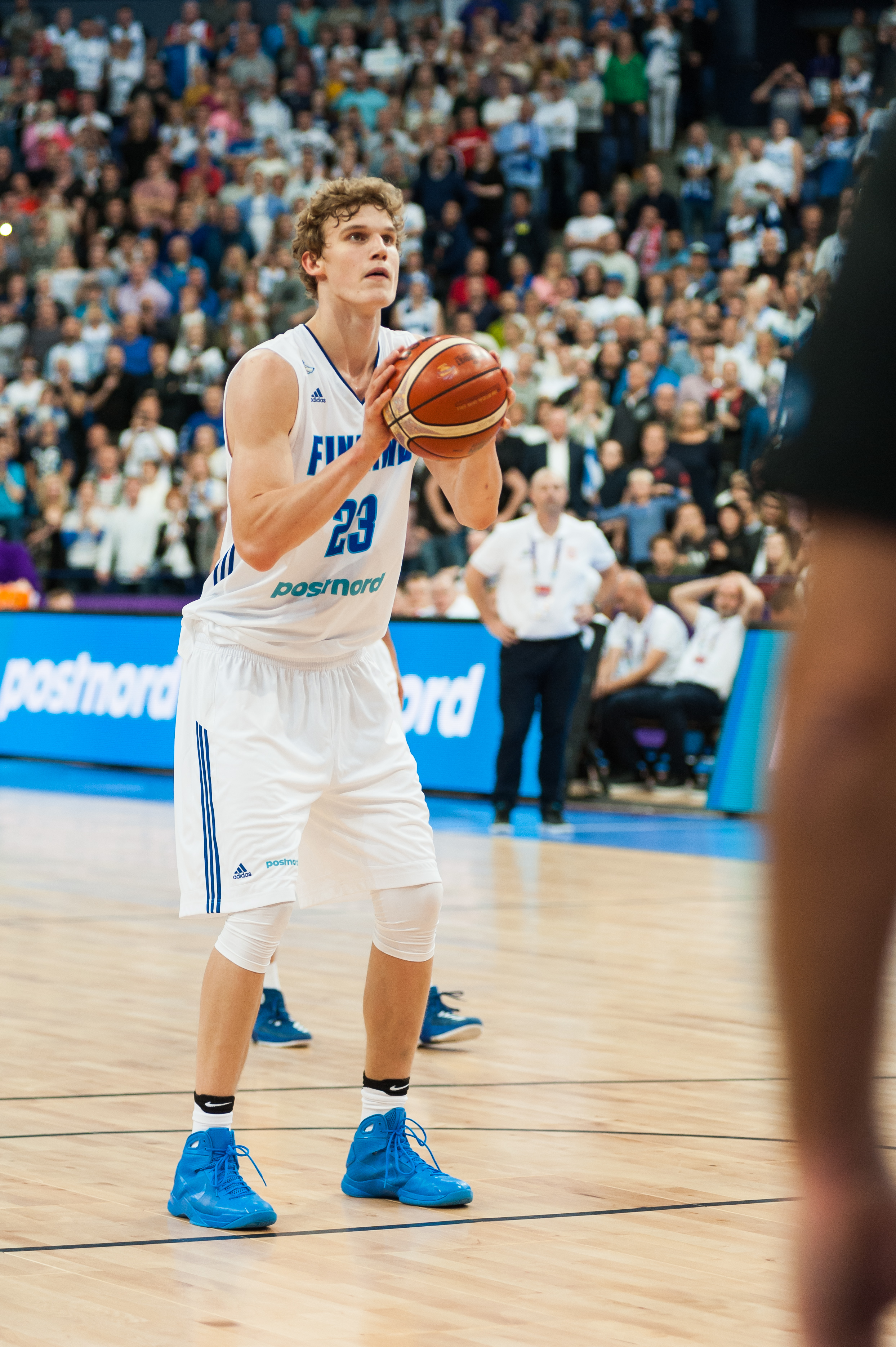
Lauri Markkanen lors de l'EuroBasket 2017 organisé en Finlande.

Durant le Championnat d'Europe masculin des 20 ans et moins 2016, il termine meilleur marqueur du tournoi avec 24,9 points de moyenne.
Lors de l'EuroBasket 2017, l'ailier fort de 20 ans impressionne à domicile en permettant à la Finlande de battre l'équipe de France en inscrivant 22 points dont sept en prolongation. Alors qu'il n’a pas joué un match en NBA, le Finlandais rassure les Bulls de Chicago qui l'ont recruté quelques semaines auparavant en marquant en moyenne plus de 24 points par match dans la compétition et jouant avec agressivité.
Le 11 septembre 2022, il inscrit 43 points dans une victoire face à la Croatie lors des huitièmes de finale de l'EuroBasket 2022,.
En août 2025, Markkanen inscrit 48 points en 25 minutes lors d'un match de préparation pour l'EuroBasket 2025 face à la Belgique.

## Palmarès
- NBA Most Improved Player en 2023
- 1 sélection au NBA All-Star Game en 2023
- NBA All-Rookie First Team en 2018

## Statistiques

### Universitaires
| Saison    | Équipe   | Matchs | Titul. | Min./m | % Tir | % 3pts | % LF | Rbds/m. | Pass/m. | Int/m. | Ctr/m. | Pts/m. |
| --------- | -------- | ------ | ------ | ------ | ----- | ------ | ---- | ------- | ------- | ------ | ------ | ------ |
| 2016-2017 | Arizona  | 37     | 37     | 30,8   | 49,2  | 42,3   | 83,5 | 7,19    | 0,86    | 0,41   | 0,51   | 15,57  |
| Carrière  | Carrière | 37     | 37     | 30,8   | 49,2  | 42,3   | 83,5 | 7,19    | 0,86    | 0,41   | 0,51   | 15,57  |

### Professionnelles

#### Saison régulière
| Meilleure progression de l'année |

| Saison        | Équipe        | Matchs | Titul. | Min./m | % Tir | % 3pts | % LF | Rbds/m. | Pass/m. | Int/m. | Ctr/m. | Pts/m. |
| ------------- | ------------- | ------ | ------ | ------ | ----- | ------ | ---- | ------- | ------- | ------ | ------ | ------ |
| 2017-2018     | Chicago       | 68     | 68     | 29,7   | 43,4  | 36,2   | 84,3 | 7,47    | 1,16    | 0,59   | 0,59   | 15,19  |
| 2018-2019     | Chicago       | 52     | 51     | 32,3   | 43,0  | 36,1   | 87,2 | 9,04    | 1,44    | 0,71   | 0,63   | 18,73  |
| 2019-2020     | Chicago       | 50     | 50     | 29,8   | 42,5  | 34,4   | 82,4 | 6,26    | 1,48    | 0,84   | 0,46   | 14,74  |
| 2020-2021     | Chicago       | 51     | 26     | 25,8   | 48,0  | 40,2   | 82,6 | 5,25    | 0,88    | 0,51   | 0,29   | 13,63  |
| 2021-2022     | Cleveland     | 61     | 61     | 30,8   | 44,5  | 35,8   | 86,8 | 5,66    | 1,33    | 0,74   | 0,49   | 14,75  |
| 2022-2023     | Utah          | 66     | 66     | 34,4   | 49,9  | 39,1   | 87,5 | 8,64    | 1,86    | 0,64   | 0,58   | 25,62  |
| 2023-2024     | Utah          | 55     | 55     | 33,1   | 48,0  | 39,9   | 89,9 | 8,16    | 2,00    | 0,91   | 0,47   | 23,24  |
| 2024-2025     | Utah          | 47     | 47     | 31,4   | 42,3  | 34,6   | 87,6 | 5,91    | 1,49    | 0,70   | 0,36   | 18,98  |
| Carrière      | Carrière      | 450    | 424    | 31,0   | 45,5  | 37,1   | 86,7 | 7,11    | 1,46    | 0,70   | 0,49   | 18,22  |
| All-Star Game | All-Star Game | 1      | 1      | 25,9   | 46,2  | 16,7   | –    | 7,00    | 0,00    | 0,00   | 0,00   | 13,00  |

Mise à jour le 14 avril 2025

## Records sur une rencontre en NBA
Les records personnels de Lauri Markkanen en NBA sont les suivants, :
| Type de statistique        | Saison régulière | Saison régulière      | Saison régulière |
| Type de statistique        | Record           | Adversaire            | Date             |
| -------------------------- | ---------------- | --------------------- | ---------------- |
| Points                     | 49               | @ Rockets de Houston  | 5 janvier 2023   |
| Paniers marqués            | 16               | @ Kings de Sacramento | 30 décembre 2022 |
| Paniers tentés             | 27               | 2 fois                | 2 fois           |
| Paniers à 3 points réussis | 9                | @ Pistons de Détroit  | 20 décembre 2022 |
| Paniers à 3 points tentés  | 15               | 3 fois                | 3 fois           |
| Lancers francs réussis     | 17               | Magic d'Orlando       | 13 janvier 2023  |
| Lancers francs tentés      | 21               | Magic d'Orlando       | 13 janvier 2023  |
| Rebonds offensifs          | 7                | 3 fois                | 3 fois           |
| Rebonds défensifs          | 19               | @ Nets de Brooklyn    | 29 janvier 2019  |
| Rebonds totaux             | 19               | @ Nets de Brooklyn    | 29 janvier 2019  |
| Passes décisives           | 6                | Grizzlies de Memphis  | 13 février 2019  |
| Interceptions              | 4                | 3 fois                | 3 fois           |
| Contres                    | 4                | Grizzlies de Memphis  | 31 octobre 2022  |
| Balles perdues             | 6                | 2 fois                | 2 fois           |
| Minutes jouées             | 54               | @ Hawks d'Atlanta     | 1er mars 2019    |

- Double-double : 91
- Triple-double : 0

Dernière mise à jour : 22 février 2025

## Salaires
| Année       | Équipe                 | Salaire ($) |
| ----------- | ---------------------- | ----------- |
| 2017-2018   | Bulls de Chicago       | 3 821 640   |
| 2018-2019   | Bulls de Chicago       | 4 536 120   |
| 2019-2020   | Bulls de Chicago       | 5 300 400   |
| 2020-2021   | Bulls de Chicago       | 6 731 508   |
| 2021-2022   | Cavaliers de Cleveland | 15 690 909  |
| 2022-2023   | Jazz de l'Utah         | 16 475 454  |
| 2023-2024   | Jazz de l'Utah         | 17 259 999  |
| 2024-2025   | Jazz de l'Utah         | 18 044 544  |
| Total Gains | Total Gains            | 87 860 574  |